# Макс Офюльс
Макс Офю́льс (нім. Max Ophüls; справжні ім'я та прізвище — Максиміліа́н Оппенге́ймер (нім. Maximillian Oppenheimer); нар. 6 травня 1902, Санкт Йоганн, з 1909-го — частина Саарбрюкен, Німецька імперія — пом.25 березня 1957, Гамбург, ФРН) — німецький кінорежисер і сценарист, який працював у Німеччині (1931–33), Франції (1933–40, 1950–57) і США (1947–50). Батько відомого режисера-документаліста Марселя Офюльса.

## Біографія
Макс Оппенгеймер народився 6 травня 1902 року в Санкт Йоганні (з 1909 року є частиною Саарбрюкена). Його батько купець Леопольд Оппенгеймер, одружений з Геленою, вродженою Бамбергер, керував там з 1901 року фірмою свого тестя «Бамбергер і Герц», яка з 1903 року отримала назву «Дім чоловічого і дитячого одягу». 1912 року Оппенгеймери відкрили другу крамницю. З 1913 року Макс відвідував гімназію Людвіга, а з 1915 року — королівське реальне училище. Він грав на флейті, брав уроки гри на гітарі і фортепіано та захоплювався театром. 1920 року грав у шкільному театрі. У тому ж році пішов зі школи.
У 1920—1921 роках був актором-волонтером у Вюртемберзькому земельному театрі в Штутгарті, з першим виходом на сцену назвав себе Офюльсом. 1921 року був «актором-початківцем» у міському театрі в Аахені, у 1922 році в амплуа «молодого коханця і коміка» зіграв другорядні ролі у понад 40 виставах. 1923 року перейшов у міський театр в Дортмунді, брав участь у 14 виставах і отримав першу постановку як режисер. З 1924 року працював режисером-постановником театру в Бармен-Ельберфельді. 1925 року почав роботу на радіо як декламатор пробних програм радіо Ельберфельда. З 1927 року працював також на радіо в Кельні і Штутгарті, читав сучасну літературу і з 1928 року писав власні сценарії радіопостановок. У 1925—1926 роках був наймолодшим режисером віденського Бурґтеатру. 1926 року одружився у Відні на акторці Хільді Валль (1894—1980). З 1926 року працював у Новому театрі у Франкфурті-на-Майні, з 1928 по 1930 рік — у театрі в Бреслау. У січні 1931 року переїхав до Берліна, де працював у Театрі комедії, писав сценарії радіовистав для Берлінського радіо.
На початку 1931 року на замовлення студії Universum Film AG (УФА) написав діалоги до фільму Анатоля Літвака «Більше ніякого кохання». У серпні 1931 року зняв свій перший короткометражний фільм «Тоді вже краще риб'ячий жир» за оповідання Еріха Кестнера. Фільм «Флірт», поставлений ним за однойменною п'єсою Артура Шніцлера незадовго перед приходом до влади націонал-соціалістів, користувався величезним успіхом і став надалі моделлю, за якою було скроєно багато його подальших стрічок.
Після прем'єри фільму, яка відбулася 16 березня 1933 року, Офюльс покинув наприкінці березня Берлін і після короткої зупинки в Саарбрюкені емігрував до Франції. Після плебісциту з питання Саара 13 січня 1935 року крамниці його батька були «арізійовані», і батьки емігрували до Франції. Офюльс працював в Італії, зняв декілька фільмів у Франції. 1936 року він отримав запрошення з Радянського Союзу і з сім'єю приїхав на роботу до Москви, проте через два місяці повернувся у Париж. Знятий у Голландії фільм «Комедія про гроші», який оголосили «вищим досягненням голландської кіноіндустрії», не зміг покрити великих витрат, попри хорошу критику. Наступні чотири фільми Офюльс зняв у Франції. Знімання «Від Майєрлінга до Сараєва», присвяченого початку Першої світової війни, було перерване загальною мобілізацією у Франції у вересні 1939 року. Фільм вийшов на екрани в 1940 році, незадовго перед початком війни з Німеччиною.
У 1940 році Макса Офюльса, який з 1938 року був громадянином Франції, призвали до армії. З дозволу міністерства інформації він зміг працювати у Парижі над антифашистськими радіопередачами. Його передача «Спи, Гітлере, спи» транслювалася у квітні — травні 1940 року радіостанцією в Страсбурзі на нацистську Німеччину. У червні того ж року після укладення перемир'я, Офюльс, ім'я якого було у списку гестапо на видачу Німеччині, втік зі своєю сім'єю на південь країни. У Провансі він готувався до еміграції у США. Оскільки оформлення документів затримувалося, Офюльс прийняв запрошення театру в Цюриху, де він працював з листопада 1940 року. У квітні 1941 року він переїхав до Марселя, у липні отримав нарешті усі необхідні документи і квитки на пароплав. У серпні 1941 року сім'я Офюльса через Лісабон приїхала до Нью-Йорка, а через кілька тижнів вирушила автомобілем до Лос-Анджелеса.
Влітку 1942 року Офюльс працював у Нью-Йорку на радіо «Голос Америки», яке під час війни вело мовлення на Європу. У Голлівуді він написав експозе антинацистських фільмів «Сага» і «Людина, яка убила Гітлера», які залишилися нереалізованими. Успіх не супроводив і інші проєкти цього періоду. Лише восени 1944 року після приватного перегляду фільму «Флірт» Престон Стерджес доручив Офюльсу постановку фільму «Вендета». Підготовчий період зайняв майже два роки; в цей час Офюльс написав свою автобіографію, яка була видана посмертно в 1959 році під назвою «Гра у бутті» (Spiel im Dasein). У серпні 1946 року почалося знімання «Вендети», але через декілька днів Стерджес усунув Офюльса від роботи. У жовтні 1946 року за протекцією Роберта Сьодмака він отримав контракт на знімання фільму «Вигнанець».
Роки перебування Макса Офюльса в Голлівуді не були продуктивними. Проте, режисерську манеру Офюльса, що відрізнялася граціозно ковзаючими рухами камери і широким застосуванням знімання з руху, помітили американські колеги і вона вплинула, зокрема, на молодого С. Кубрика.
У 1949 році, закінчивши фільм у жанрі нуар «Полонянка» (багатьма сприйнятий як сатира на Говарда Г'юза), Офюльс повернувся до Франції, де зняв свої найгучніші стрічки — «Карусель» (1950, за п'єсою Шніцлера, премія BAFTA за найкращий фільм), «Насолода» (1952, за оповіданнями Мопассана).

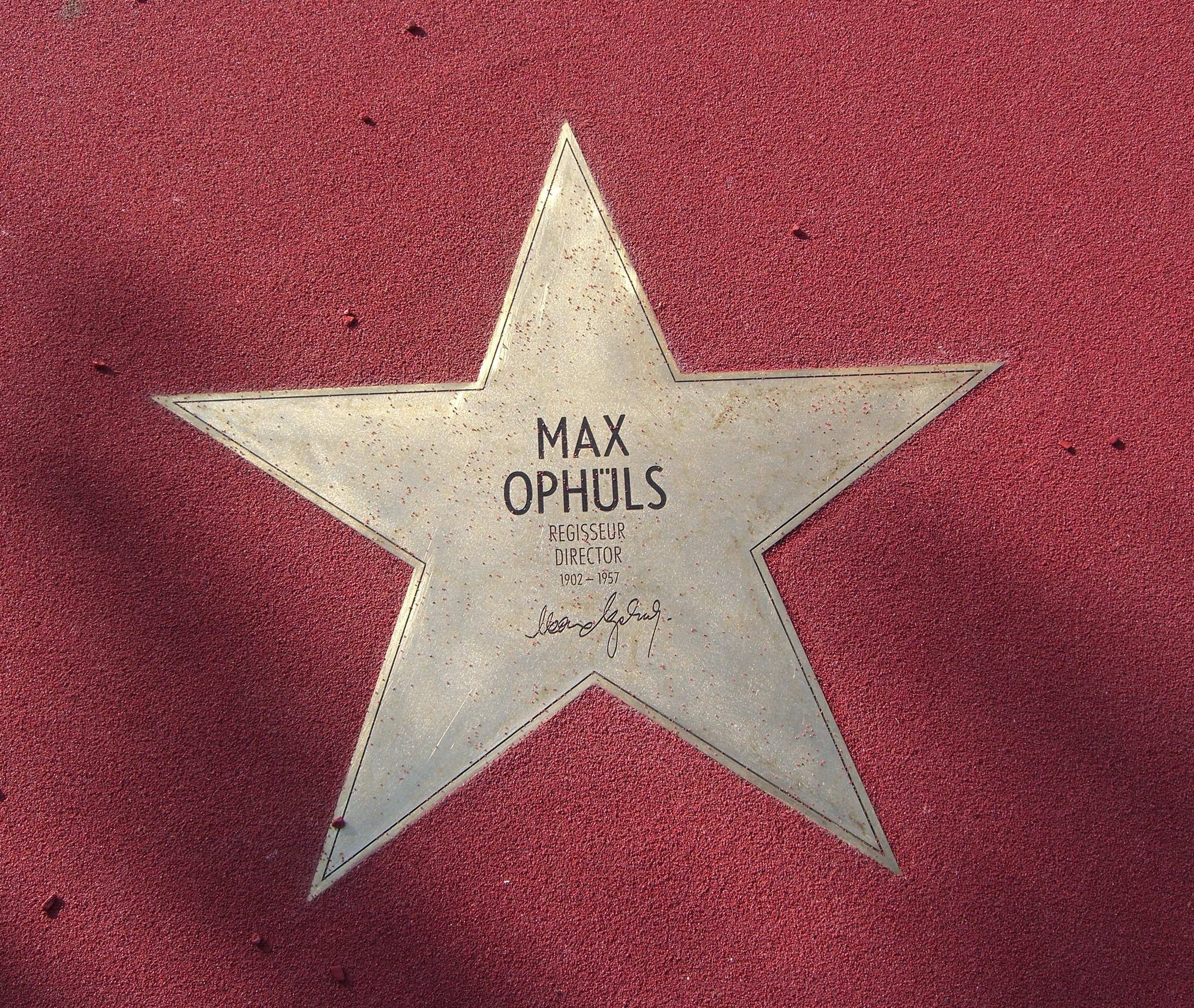
Зірка Макса Офюльса на Бульварі зірок в Берліні

Влітку 1954 року Офюльс розпочав знімання франко-німецького фільму «Лола Монтес» у кольорі і синемаскопі. Зіркою фільму була Мартін Кароль — секс-ідол 1950-х. Проте на ті часи найдорожчий європейський фільм (за даними продюсера, він коштував 8,5 млн німецьких марок) провалився у прокаті. Справу не врятував і виготовлений прокатниками проти волі Офюльса скорочений варіант. Співробітники «Cahiers du cinéma» і, насамперед, Ф. Трюффо з ентузіазмом захищали «Лолу Монтес» як твір авангарду і авторського кіно.
У Західній Німеччині Офюльс знову працював на радіо: в Баден-Бадені він поставив «Новелу» Гете (1955) і «Берту Гарлан» Шніцлера (1956). 30 травня 1956 року виступив у Франкфурті-на-Майні з доповіддю, яка стала основою для радіопостановки «Думки про кіно» (Радіо Гессена, 1956). Влітку 1956 року написав сценарій фільму про художника А. Модільяні, але намічене на осінь знімання було відкладено. На запрошення Густава Грюндгенса поставив у Німецькому театрі в Гамбурзі «Божевільний день» Бомарше у власній обробці. В день прем'єри 5 січня 1957 року він лежав хворим в готелі.
25 березня 1957 року Офюльс помер у Гамбурзі від ревматичного запалення серця. Похований на кладовищі Пер-Лашез у Парижі. На його вшанування у Саарбрюкені щорічно проходить кінофестиваль.

## Фільмографія
- 1931 — Більше ніякого кохання / Nie wieder Liebe (режисура діалогів)
- 1931 — Тоді вже краще риб'ячий жир / Dann schon lieber Lebertran (співавтор сценарію з Емеріхом Прессбургером і Еріхом Кестнером)
- 1932 — Закохана фірма / Die verliebte Firma
- 1932 — Продана наречена / Die verkaufte Braut (за оперою Б. Сме́тани)
- 1932 — 1933 — Спадкоємці, що сміються / Lachende Erben (також співавтор сценарію)
- 1933 — Флірт / Liebelei (за Артуром Шніцлером, також співавтор сценарію)
- 1933 — 1934 — Вкрадений мільйонер / On a volé un homme
- 1934 — Діва для усіх / La signora di tutti (також співавтор сценарію)
- 1935 — Божественна / Divine (також співавтор сценарію)
- 1935—1936 — Ніжний ворог / La tendre ennemie (також співавтор сценарію)
- 1935 — Вальс Шопена. Сінефонія / La valse brillante (en la b) de Chopin. Cinéphonie (короткометражний)
- 1935 — Аве Марія Шуберта. Сінефонія / Ave Maria de Schubert. Cinéphonie (короткометражний)
- 1935 — Комедія про гроші / Komedie om Geld (також співавтор сценарію)
- 1937 — Йошивара / Yoshiwara (також співавтор сценарію)
- 1938 — Вертер / Werther (за Гете)
- 1939 — Без завтра / Sans lendemain (також співавтор сценарію)
- 1939—1940 — Від Майєрлінга до Сараєва / De Mayerling à Sarajevo
- 1941 — Жіноча школа / L'Ecole des femmes (також співавтор сценарію)
- 1946—1950 — Вендета / Vendetta (співрежисер)
- 1947 — Вигнанець / The Exile
- 1947—1948 — Лист незнайомки / Letter from an unknown Woman (за Стефаном Цвейгом)
- 1949 — Полонянка / Caught
- 1949 — Момент безрозсудності / The Reckless Moment
- 1950 — Карусель / La ronde (за Артуром Шницлером, також співавтор сценарію)
- 1952 — Насолода / Le plaisir (також співавтор сценарію)
- 1953 — Мадам … / Madame de … (за Луїзою Вільморен, також співавтор сценарію)
- 1955 — Лола Монтес / Lola Montès (також співавтор сценарію)
- 1958 — Монпарнас, 19 / Les amants de Montparnasse (помер під час зйомок, картину закінчував Жак Беккер)

## Премія Макса Офюльса
Кінофестиваль премії Макса Офюльса — щорічний кінофестиваль, що проводиться на початку року в рідному місті кінорежисера, Саарбрюкені. Фестиваль було засновано Альбрехтом Штубі у 1980 році.

## Визнання
| Нагороди та номінації Макса Офюльса   | Нагороди та номінації Макса Офюльса            | Нагороди та номінації Макса Офюльса | Нагороди та номінації Макса Офюльса |
| Рік                                   | Категорія                                      | Фільм                               | Результат                           |
| ------------------------------------- | ---------------------------------------------- | ----------------------------------- | ----------------------------------- |
| Венеційський кінофестиваль            |                                                |                                     |                                     |
| 1934                                  | Кубок Муссоліні за найкращий італійський фільм | Діва для усіх                       | Номінація                           |
| 1934                                  | Кубок Corporations Ministry                    | Діва для усіх                       | Перемога                            |
| 1936                                  | Кубок Муссоліні за найкращий іноземний фільм   | Ніжний ворог                        | Номінація                           |
| 1950                                  | Золотий лев                                    | Карусель                            | Номінація                           |
| 1950                                  | Міжнародний приз за найкращий сценарій         | Карусель (разом з Жаком Натансоном) | Перемога                            |
| Премія «Оскар»                        |                                                |                                     |                                     |
| 1952                                  | Найкращий сценарій                             | Карусель (разом з Жаком Натансоном) | Номінація                           |
| 1952                                  | Найкращі декорації                             | Карусель (разом з Жаком Натансоном) | Номінація                           |
| Премія BAFTA                          |                                                |                                     |                                     |
| 1952                                  | Найкращий фільм                                | Карусель                            | Перемога                            |
| Берлінський міжнародний кінофестиваль |                                                |                                     |                                     |
| 1966                                  | Приз ФІПРЕССІ (Особлива згадка)                | Приз ФІПРЕССІ (Особлива згадка)     | Перемога                            |